# Phyllochaetopterus anglica
Phyllochaetopterus anglica är en ringmaskart som beskrevs av Thomas Henry Potts 1914. Phyllochaetopterus anglica ingår i släktet Phyllochaetopterus och familjen Chaetopteridae. Inga underarter finns listade i Catalogue of Life.